# Anton Guadagno
Anton Guadagno est un chef d'orchestre italien naturalisé américain né le 2 mai 1925 à Castellammare del Golfo et mort le 16 août 2002 à Vienne.

## Biographie
Anton Guadagno naît le 2 mai 1925 à Castellammare del Golfo,.
Il étudie aux Conservatoires de Parme, de Palerme et à l'Académie Santa-Cecilia de Rome, avec Bernardino Molinari et Franco Ferrara, notamment, puis se perfectionne auprès de Carlo Zecchi et Herbert von Karajan au Mozarteum de Salzbourg, où il remporte un premier prix de direction d'orchestre en 1948,.
Il fait ses débuts de chef d'opéra en Amérique du Sud puis au Mexique,.
En 1958, Anton Guadagno devient chef assistant au Metropolitan Opera de New York, avant d'être directeur musical du Philadelphia Lyric Opera (en) entre 1966 et 1972,.
Il dirige également la saison d'été d'opéra à Cincinnati entre 1963 et 1982, et mène une carrière internationale entre les États-Unis et l'Europe, où il est chef permanent au Volksoper de Vienne,.
En 1965, il est nommé « cavaliere » par le gouvernement italien pour ses services rendus à l'opéra italien.
Il fait ses débuts à Londres en 1970 au Théâtre de Drury Lane avec Andrea Chénier d'Umberto Giordano, puis dirige l'année suivante Un ballo in maschera de Verdi à Covent Garden. Il fait ensuite ses débuts officiels au Met en 1982 et prend la direction musicale de l'Opéra de Palm Beach (en) en 1984,. Il est aussi premier chef invité de l'Orchestre philharmonique de Tokyo.
Au disque, Anton Guadagno a notamment enregistré Le Villi de Puccini et est un chef recherché pour sa sensibilité dans l'accompagnement de récitals de grands chanteurs, tels que Montserrat Caballé, Placido Domingo, Sherrill Milnes et Renata Tebaldi.
Il meurt le 16 août 2002,.